# Forteresse de Castell'Ottieri
La forteresse de Castell'Ottieri (en italien : Rocca di Castell'Ottieri) constitue une structure fortifiée du village de Castell'Ottieri, une frazione de la commune de Sorano, dans la province de Grosseto en Toscane,.

## Histoire
L'ensemble fortifié fut construit au XVe siècle par la famille Ottieri (it), qui en fit le siège de leur comté de 1381 à 1616.
La forteresse a été construite autour de la tour préexistante construite au XIIe siècle par les Aldobrandeschi, qui constituait une partie de leur fortification ; le nouveau complexe fut le centre du pouvoir du Comté de Castell'Ottieri (it) jusqu'en 1616, année où son territoire fut intégré au grand-duché de Toscane.
Cependant, les Médicis ont grandement négligé la forteresse et le village de Castell'Ottieri, déterminant le début d'une très longue période de déclin qui n'a pris fin qu'avec les restaurations effectuées au cours du siècle dernier.

## Description
La forteresse se développe sur trois côtés, pour défendre l'accès forcé au village par la porte en arc en plein cintre surbaissé située le long des murs qui bifurquent sur le côté du complexe.
La fortification est structurée autour de la tour médiévale de section quadrangulaire et comprend également la tour caractéristique de section circulaire avec une base d'escarpement en pierre, dont le plissement se poursuit également vers les autres parties du complexe.
Les murs extérieurs de toute la forteresse sont entièrement recouverts de moellons de tuf volcanique en assise réglée, comme la plupart des palais et châteaux situés dans cette zone. Sur le mur à gauche de la tour circulaire se trouvent trois armoiries en travertin. De plus, le long des murs se trouvent des fenêtres de forme rectangulaire, disposées sur trois niveaux le long de la tour circulaire.
La partie supérieure de la forteresse présente encore des signes de dégradation et d'abandon des siècles passés, même si les dernières restaurations ont permis de redonner à la forteresse son aspect ancien.

## Galerie

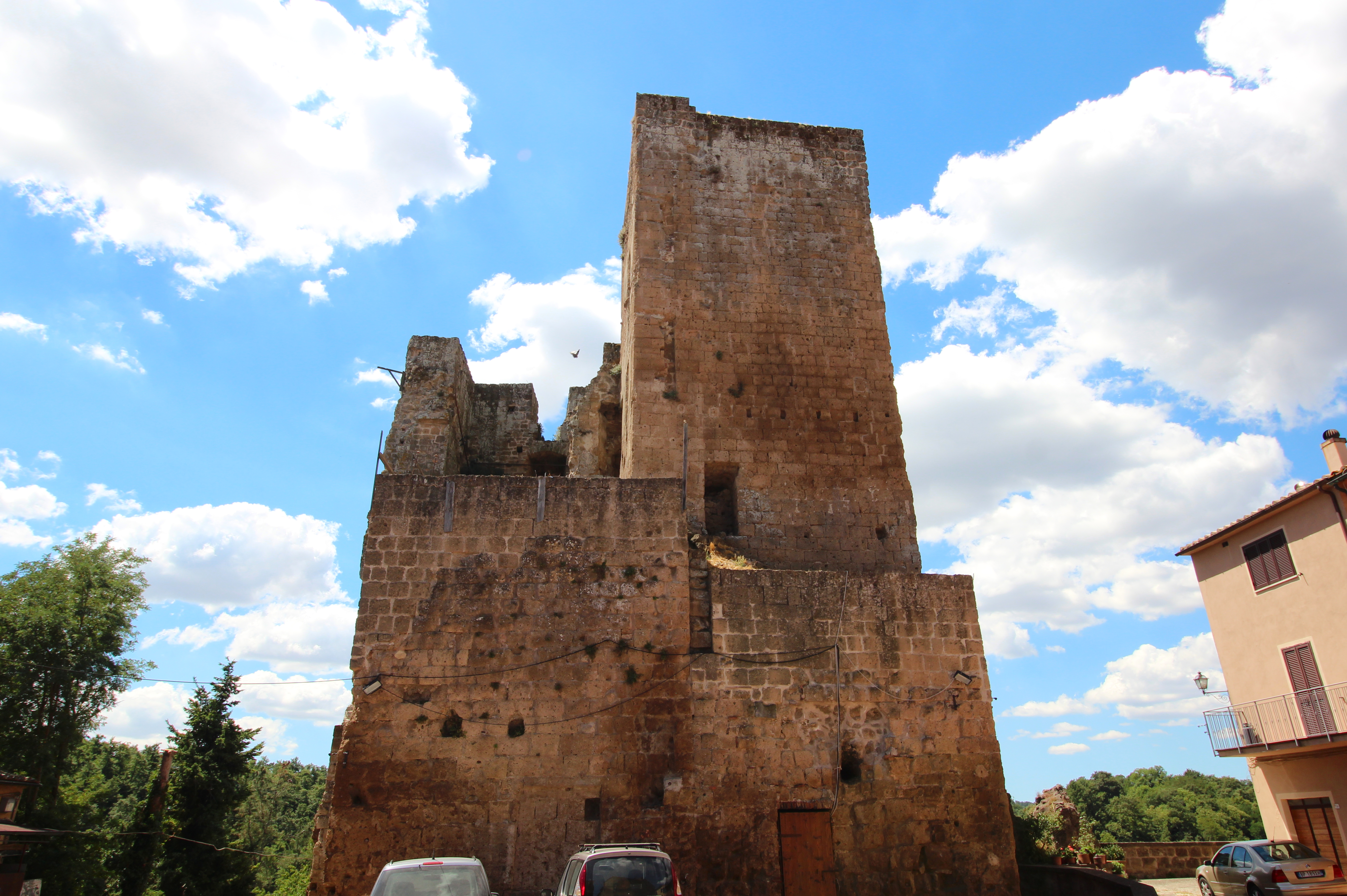
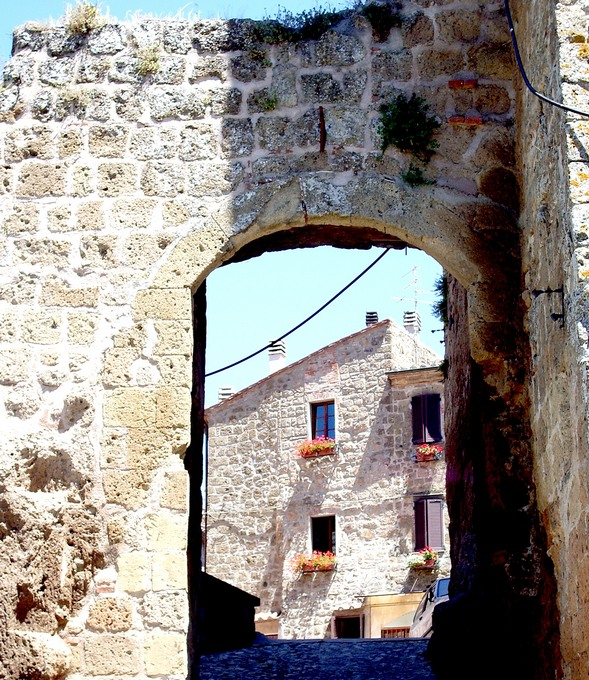